# جان مک‌کالوم
جان مک‌کالوم (انگلیسی: John McCallum؛ زادهٔ ۹ آوریل ۱۹۵۰) یک اقتصاددان، و سیاست‌مدار اهل کانادا است. او وزیر مهاجرت، تابعیت و پناهندگان کانادا است.